# Ярозевичит
Ярозевичит (англ. Jarosewichite) — минерал (арсенат марганца), названный по имени американского химика Евгения Ярозевича.

## Свойства
Ярозевичит — полупрозрачный минерал темного красно-коричневого цвета, встречающийся в виде щеток кристаллов ромбической сингонии. Имеет твердость по шкале Мооса 4, плотность — 3,18-3,66. Типичная примесь — магний. Открыт в 1982 году.

## Название на других языках
- немецкий — Jarosewichit
- испанский — Jarosewichita
- английский — Jarosewichite